# Dragées au poivre
Pour plus de détails, voir Fiche technique et Distribution.
Dragées au poivre est un film franco-italien réalisé par Jacques Baratier, sorti en 1963.

## Synopsis
Gérard, « jeune homme de bonne famille », rêve de devenir acteur. Pour ce faire, il suit partout sa sœur Frédérique, entichée de cinéma-vérité. Évoluant au milieu d’une faune aussi bizarre que bigarrée, elle braque sur tout un chacun, sur tout et sur rien, sa « caméra-stylo ». Tout en suivant les diktats des modes songs & ciné alors en vigueur, elle met à mal tous les snobismes de l’époque du yé-yé aux sciences humaines en passant par la Nouvelle Vague.

## Fiche technique
- Titre : Dragées au poivre
- Réalisation : Jacques Baratier, assisté de Jean Léon
- Scénario : Jacques Baratier, Guy Bedos et Eric Ollivier
- Musique : Ward Swingle et Cyrus Bassiak (Serge Rezvani)
- Photographie : Henri Decaë
- Monteur : Néna Baratier
- Son : Pierre Calvet
- Direction artistique : Raymond Gabutti
- Production : Pierre Kalfon
- Société de distribution : Dicifrance
- Pays d'origine :  France,  Italie
- Genre : comédie musicale et burlesque
- Durée : 90 minutes
- Date de sortie :
  - France : 4 septembre 1963

## Distribution
- Guy Bedos : Gérard
- Jean-Paul Belmondo : Raymond-la-Légion
- Francis Blanche : Franz
- Jean-Marc Bory : un journaliste
- Claude Brasseur : le plombier
- Sophie Daumier : Jackie
- Françoise Brion : une élève stripteaseuse
- Sophie Desmarets : Lucienne, la pianiste accompagnatrice
- Jacques Dufilho : Monsieur Alfonso
- Sophie Grimaldi
- Anna Karina : Gisèle & Ginette
- Valérie Lagrange : une élève stripteaseuse
- Daniel Laloux : Gaby
- Jean-Pierre Marielle : le joueur de tennis Rakanowski
- Andréa Parisy : une élève
- François Périer : le père Legrand
- Rita Renoir : l'ethnologue de service
- Jean Babilée : Oscar
- Jean Richard : M. Lepetit
- Pascale Roberts : une élève stripteaseuse
- Jacques Seiler : l'Officier de Police
- Simone Signoret : Geneviève
- Francesca Solleville : une chanteuse
- Alexandra Stewart : Anna
- Jean-Baptiste Thierrée : Grégoire
- Irène Tunc
- Roger Vadim : Lui
- Romolo Valli : Monsieur X.
- Monica Vitti : Elle
- Marina Vlady : Callgirl
- Elisabeth Wiener : Fréderique
- Georges Wilson : Casimir

## Musique
- Chorégraphe : Jean Babilée
- Chansons originales de Serge Rezvani, alias Cyrus Bassiak (airs : Lili Gribouille, Rosita, La vie s'envole (repris par Jeanne Moreau), Je te plum'ploterai, Gloub gloub, La joueuse de gong)
- Interprètes :
  - Guy Bedos : Je te plum'plum'rai et Du yé-yé
  - Francis Blanche : Gloub gloub
  - Claude Brasseur et Anna Karina : La vie s'envole
  - Sophie Daumier : Je te plum'plum'rai et Lied aux ides
  - Sophie Desmarets : Rosita
  - Philippe : Lili Gribouille
  - Francesca Solleville : La joueuse de gong
  - Alexandra Stewart : Les fonds flous
  - The Swingle Singers : Sinfonia, d'après Johann Sebastian Bach
  - Élisabeth Wiener : J'suis pas une si mauvaise élève
- La chanson Lili Gribouille sera reprise par différents interprètes (Philippe, Véronique Sanson, etc.)
  - Boris Bassiak (pseudonyme de Serge Rezvani) : paroles et musique (il utilisera aussi le pseudonyme de Cyrus Bassiak).